# Thomas Hitzlsperger
Thomas Hitzlsperger (* 5. duben 1982 Mnichov, Spolková republika Německo) je německý profesionální fotbalista, který hraje na postu záložníka za německý klub VfL Wolfsburg v nejvyšší německé lize – Bundeslize. Mezi jeho předchozí působiště patří anglické kluby Aston Villa a West Ham United, italské Lazio Řím a německý VfB Stuttgart. V minulosti nastupoval rovněž za německou reprezentaci.

## Klubová kariéra

### Aston Villa
V roce 2000 odešel Hitzlsperger, tehdy jako osmnáctiletý, z dorostu Bayernu Mnichov do anglického klubu Aston Villa. V roce 2001 odešel byl poslán na hostování do Chesterfield FC. Během pěti let strávených v Aston Ville si připsal 114 zápasů a dvanáct vstřelených gólů. V létě 2005 odešel do rodného Německa, konkrétně do týmu VfB Stuttgart, kde podepsal kontrakt na dva roky.

### VfB Stuttgart
V létě 2005 se tedy stal součástí sestavy Stuttgartu. Ve druhé sezóně strávené v klubu pomohl k zisku titulu, který si Stuttgart zajistil až výhrou v posledním ligovém utkání s Energií Cottbus. Hitzlsperger vstřelil v 27. minutě důležitý vyrovnávací gól. V 63. minutě pak vstřelil vítězný gól Sami Khedira. Hitzlsperger opustil hřiště v 87. minutě, když ho vystřídal Serdar Tasci.
Po čtyřech a půl sezóně přestoupil do Itálie.

### Lazio Řím
V lednu roku 2010 přestoupil za částku okolo 550 tisíc eur do Lazia Řím. Za Lazio odehrál šest ligových zápasů a vstřelil jeden gól. Gól vstřelil v posledním ligovém zápase s Udinese Calcio a přispěl tak k výhře 3-1. Po půl roce mu skončila smlouva a opět se stal volným hráčem.

### West Ham United
Hitzlsperger zamířil do West Ham United, kde se 5. června 2010 stal první posilou tohoto anglického celku a po pěti letech tak měl opět možnost zahrát si v Premier League. Smlouva s West Hamem platila na tři roky.

### VfL Wolfsburg
V létě 2011 jej West Ham uvolnil a Hitzlsperger se poohlížel po dalším angažmá. O jeho služby podle některých zdrojů projevily zájem anglické kluby Aston Villa, kde Hitzlsperger dříve působil, a Wolverhampton Wanderers. Nakonec se v srpnu upsal německému Wolfsburgu v kontraktu na tři roky. Během podzimu sezóny 2011/2012 odehrál jen pět ligových zápasů a z toho jen jeden zápas celých devadesát minut. Následně se v listopadu podrobil operaci kolena. Na začátku roku měl problémy s lýtkem.

## Reprezentační kariéra
Hitzlsperger reprezentoval mládežnické výběry Německa, a to výběry do 17, do 19 a do 21 let.
Objevil se na mistrovství světa hráčů do 17 let pořádaném v roce 1999 Novým Zélandem. Hitzlsperger odehrál všechny tři skupinové zápasy, po dvou bezgólových remízách a porážce 1-2 s Austrálií se však Němci museli s turnajem rozloučit.
Jeho debut v seniorské reprezentaci se uskutečnil v září 2004 v přátelském zápase s Íránem, který skončil vítězstvím Německa 2-0. Do utkání zasáhl v 68. minutě střídáním Bernda Schneidera.
V roce 2005, o rok později, pořádalo Německo Konfederační pohár, kde se umístilo třetí. Hitzlsperger byl součástí týmu, který se poháru účastnil a nastoupil ve všech třech utkáních skupiny.
Zúčastnil se taktéž mistrovství světa v roce 2006 pořádané právě Německem, nebyl ovšem členem základní sestavy. Na mistrovství tak nastoupil jen v jediném zápase, a to v zápase s Portugalskem o třetí místo, jenž skončil vítězstvím 3-1 pro pořadatele. Do hry vstoupil až v 79. minutě za Bastiana Schweinsteigera.
O pár měsíců později vstřelil první reprezentační gól. Stalo se tak v zářijovém kvalifikačním zápase o mistrovství Evropy 2008 při vítězství 13-0 nad výběrem San Marina.
Hitzlsperger patřil mezi ty hráče, kteří byli trenérem Joachimem Löwem povolaní na mistrovství Evropy 2008. Nastoupil i do všech třech vyřazovacích bojů a dopomohl Německu k druhému nejlepšímu umístění na turnaji.
Jeho prozatím posledním zápasem za reprezentaci bylo přátelské utkání Německa s Dánskem hrané 11. srpna 2010. Zápas skončil remízou 2-2.

## Úspěchy

### Klubové
VfB Stuttgart
- 1. Bundesliga
  - 1. místo (2006/2007)

### Reprezentační
Německo
- Mistrovství světa
  - 3. místo (2006)
- Mistrovství Evropy
  - 2. místo (2008)
- Konfederační pohár FIFA
  - 3. místo (Konfederační pohár FIFA 2005)

## Coming out
Dne 8. ledna 2014, asi čtyři měsíce po ukončení profesionální fotbalové dráhy, se v rozhovoru pro německý týdeník Zeit svěřil se svou homosexuální orientací. „Trvalo mi dlouho, než jsem s definitivní platností zjistil, že jsem gay, a před několika lety jsem pochopil, že bych nejraději žil s jiným mužem,“ uvedl. Tento krok vzbudil mediální pozornost jako coming out jednoho z mála světově známých či vrcholových fotbalistů.